# Monte Spaaman
El monte Spaaman (en inglés: Mount Spaaman) es una elevación de 1940 m s. n. m. de altura, ubicada a unos dos kilómetros al oeste del monte Sorlle en la cordillera de San Telmo en Georgia del Sur, en el océano Atlántico Sur, cuya soberanía está en disputa entre el Reino Unido el cual las administra como «Territorio Británico de Ultramar de las islas Georgias del Sur y Sandwich del Sur», y la República Argentina que las integra al Departamento Islas del Atlántico Sur, dentro de la Provincia de Tierra del Fuego, Antártida e Islas del Atlántico Sur. El nombre "Spaaman" está bien establecido en el uso local. El nombre significa "profeta del tiempo" o "adivino" y surgió debido a la aparición de esta montaña desde su habitual cubierta densa de nubes, que se considera localmente un signo de buen tiempo.